# Sokule (powiat bialski)
Sokule – wieś w Polsce położona w województwie lubelskim, w powiecie bialskim, w gminie Drelów. Leży przy linii kolejowej 2 .
W latach 1975–1998 miejscowość należała administracyjnie do województwa bialskopodlaskiego.
Wieś jest sołectwem w gminie Drelów. Według Narodowego Spisu Powszechnego z roku 2011 wieś liczyła 170 mieszkańców.
Wierni Kościoła rzymskokatolickiego należą do parafii św. Barbary w Dołdze.

## Historia
W wieku XIX wieś w dobrach Międzyrzec hrabiny Potockiej, w roku 1883 było tu  35 osad, z gruntem  347 mórg.